# Serie A1 1998-1999 (pallavolo femminile)
La Serie A1 1998-1999 si è svolta tra il 1998 e il 1999: al torneo hanno partecipato dodici squadre di club italiane e la vittoria finale è andata per la quarta volta consecutiva al Bergamo.

## Squadre partecipanti
| Club                   | Stagione | Città            | Impianto                   | Stagione precedente                                 |
| ---------------------- | -------- | ---------------- | -------------------------- | --------------------------------------------------- |
| Bergamo                | dettagli | Bergamo          | Palazzetto dello sport     | 2ª in Serie A1; campione d'Italia                   |
| Canottieri Aniene      | dettagli | Roma             | Palazzetto dello Sport     | 4ª in Serie A1; quarti di finale play-off scudetto  |
| Centro Ester           | dettagli | Napoli           | PalaVesuvio                | 3ª in Serie A1; semifinali play-off scudetto        |
| Matera                 | dettagli | Matera           | PalaSassi                  | 9ª in Serie A1; quarti di finale play-off scudetto  |
| Modena                 | dettagli | Modena           | PalaPanini                 | 10ª in Serie A1; quarti di finale play-off scudetto |
| Olimpia Ravenna        | dettagli | Ravenna          | PalaDeAndré                | 6ª in Serie A1; quarti di finale play-off scudetto  |
| Palermo                | dettagli | Palermo          | PalaUditore                | 1ª in Serie A2                                      |
| Reggio Emilia          | dettagli | Reggio Emilia    | PalaBigi                   | 1ª in Serie A1; finale play-off scudetto            |
| Sirio Perugia          | dettagli | Perugia          | PalaEvangelisti            | 7ª in Serie A1; ottavi di finale play-off scudetto  |
| Spezzano               | dettagli | Fiorano Modenese | PalaPaganelli              | 5ª in Serie A1; quarti di finale play-off scudetto  |
| Vicenza                | dettagli | Vicenza          | Palasport Città di Vicenza | 4ª in Serie A2; vincitrice play-off promozione      |
| Virtus Reggio Calabria | dettagli | Reggio Calabria  | PalaCalafiore              | 8ª in Serie A1; ottavi di finale play-off scudetto  |

## Torneo

### Regular season

#### Classifica
| Pos. | Squadra                | Pt | G  | V  | P  | SV | SP |
| ---- | ---------------------- | -- | -- | -- | -- | -- | -- |
| 1.   | Virtus Reggio Calabria | 54 | 22 | 18 | 4  | 59 | 17 |
| 2.   | Bergamo                | 50 | 22 | 17 | 5  | 55 | 21 |
| 3.   | Modena                 | 50 | 22 | 17 | 5  | 54 | 28 |
| 4.   | Sirio Perugia          | 48 | 22 | 16 | 6  | 54 | 26 |
| 5.   | Centro Ester           | 47 | 22 | 15 | 7  | 54 | 28 |
| 6.   | Vicenza                | 40 | 22 | 13 | 9  | 47 | 33 |
| 7.   | Reggio Emilia          | 35 | 22 | 12 | 10 | 39 | 33 |
| 8.   | Olimpia Ravenna        | 22 | 22 | 8  | 14 | 33 | 53 |
| 9.   | Canottieri Aniene      | 15 | 22 | 5  | 17 | 21 | 56 |
| 10.  | Matera                 | 15 | 22 | 4  | 18 | 25 | 57 |
| 11.  | Palermo                | 14 | 22 | 5  | 17 | 18 | 54 |
| 12.  | Spezzano               | 6  | 22 | 2  | 20 | 10 | 61 |

| Ammesse ai play-off scudetto | Ammesse ai play-off dopo eliminatorie | Retrocesse in Serie A2 |

### Play-off scudetto

#### Tabellone
|  | Quarti di finale | Quarti di finale | Quarti di finale | Quarti di finale | Quarti di finale | Quarti di finale | Quarti di finale |  |  | Semifinali      | Semifinali      | Semifinali | Semifinali | Semifinali | Semifinali | Semifinali |   |   | Finale          | Finale          | Finale | Finale | Finale | Finale | Finale |  |
|  |                  |                  |                  |                  |                  |                  |                  |  |  |                 |                 |            |            |            |            |            |   |   |                 |                 |        |        |        |        |        |  |
|  | 1                | Reggio Calabria  | Reggio Calabria  | Reggio Calabria  | 3                | 3                | 3                |  |  |                 |                 |            |            |            |            |            |   |   |                 |                 |        |        |        |        |        |  |
|  | 9                | Matera           | Matera           | Matera           | 0                | 0                | 1                |  |  | Reggio Calabria | Reggio Calabria | 0          | 3          | 2          | 3          | 3          |   |   |                 |                 |        |        |        |        |        |  |
|  | 5                | Napoli           | 3                | 3                | 1                | 1                | 0                |  |  | Perugia         | Perugia         | 3          | 1          | 3          | 2          | 1          |   |   |                 |                 |        |        |        |        |        |  |
|  | 4                | Perugia          | 1                | 1                | 3                | 3                | 3                |  |  |                 |                 |            |            |            |            |            |   |   | Reggio Calabria | Reggio Calabria | 2      | 3      | 3      | 1      | 1      |  |
|  | 3                | Modena           | Modena           | 0                | 3                | 3                | 3                |  |  |                 |                 | Bergamo    | Bergamo    | 3          | 2          | 0          | 3 | 3 |                 |                 |        |        |        |        |        |  |
|  | 6                | Vicenza          | Vicenza          | 3                | 2                | 0                | 1                |  |  | Modena          | Modena          | Modena     | 1          | 3          | 1          | 0          |   |   |                 |                 |        |        |        |        |        |  |
|  | 7                | Reggio Emilia    | Reggio Emilia    | Reggio Emilia    | 0                | 0                | 0                |  |  | Bergamo         | Bergamo         | Bergamo    | 3          | 2          | 3          | 3          |   |   |                 |                 |        |        |        |        |        |  |
|  | 2                | Bergamo          | Bergamo          | Bergamo          | 3                | 3                | 3                |  |  |                 |                 |            |            |            |            |            |   |   |                 |                 |        |        |        |        |        |  |

## Statistiche

### Classifica di rendimento individuale
| Pos. |                     | PtRU | Squadra                |
| ---- | ------------------- | ---- | ---------------------- |
| 1.   | Susanne Lahme       | 79   | Virtus Reggio Calabria |
| 2.   | Carmen Țurlea       | 78   | Matera                 |
| 3.   | Henriëtte Weersing  | 78   | Centro Ester           |
| 4.   | Elena Elfimova      | 76   | Vicenza                |
| 5.   | Dorota Świeniewicz  | 72   | Sirio Perugia          |
| 6.   | Antonina Zetova     | 71   | Modena                 |
| 7.   | Prikeba Phipps      | 70   | Modena                 |
| 8.   | Cristina Pîrv       | 67   | Centro Ester           |
| 9.   | Ana Paula De Tassis | 66   | Palermo                |
| 10.  | Monique Adams       | 65   | Reggio Emilia          |